# بالانوفورا کورالیفورمیس
بالانوفورا کورالیفورمیس (نام علمی: Balanophora coralliformis) نام یک گونه از گیاهان گلدار است.